# Pterolophia inplagiata
Pterolophia inplagiata är en skalbaggsart som beskrevs av Stefan von Breuning 1980. Pterolophia inplagiata ingår i släktet Pterolophia och familjen långhorningar.
Artens utbredningsområde är Filippinerna. Inga underarter finns listade i Catalogue of Life.